# 비토리오 에마누엘레 1세

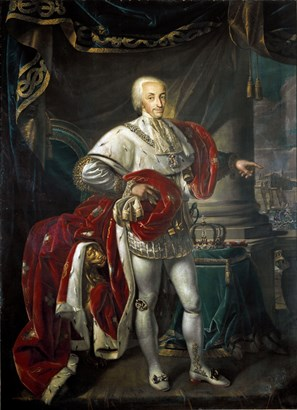
비토리오 에마누엘레 1세

비토리오 에마누엘레 1세(이탈리아어: Vittorio Emanuele I, 1759년 7월 24일~1824년 1월 10일)는 사르데냐의 왕(재위 1802년~1821년)이자 이탈리아 최초의 국왕이다. 비토리오 아메데오 3세의 셋째아들로 형 카를로 에마누엘레 4세의 뒤를 이어 즉위하였다. 1814년 파리 조약의 결과로 피에몬테·니스 등지를 얻고, 1815년 빈 회의에서는 제네바를 얻었다. 1821년 민주 헌법을 원하는 국민들의 요구를 끝까지 듣지 않다가, 동생 카를로 펠리체에게 양위하였다.

## 자녀
마리아 테레사 다스부르고에스테와 결혼해 일곱 명의 자녀를 두었다.
- 마리아 베아트리체(1792~1840, 자코바이트 왕위 요구자) 모데나 공작 프란체스코 4세 다스부르고에스테와 결혼
- 마리아 아델라이데(1794~1802)
- 카를로 에마누엘레(1796~1799)
- 딸 (1800~1801）
- 마리아 안나(1803~1884) 오스트리아의 황후(오스트리아의 페르디난트 1세와 결혼)
- 마리아 테레사(1803~1879) 파르마 공 카를로 루도비코와 결혼
- 마리아 크리스티나(1812~1836) 양시칠리아 왕비(페르디난도 2세와 결혼)

## 같이 보기
- 나폴레옹 전쟁